# Wim Krijt
Wim Krijt (Zaandam, 21 maart 1914 – Almere, 18 januari 2000) was een Nederlands fotograaf met de Zaanstreek als werkterrein. Hij werd bekend als fotograaf bij dagblad De Typhoon.

## Levensloop
Krijt groeide op als zoon van een loodgieter in een gezin met elf kinderen in Zaandam. Nadat hij op zijn veertiende een opleiding tot elektricien had gevolgd, startte hij vanuit het bedrijf van zijn vader de verkoop van elektrische producten zoals stofzuigers en strijkbouten, naast het gebruikelijke sanitair.
Toen hij eind jaren 40 een camera cadeau kreeg, begon hij zich te interesseren voor de fotografie en zich daarin te bekwamen. Dagelijks reed hij per fiets door de Zaanstreek, gewapend met zijn Rollei, op zoek naar opmerkelijke gebeurtenissen, een weergave van hoe de wereld veranderde, of een karakteristiek beeld van het gewone dagelijkse leven. Door zijn opmerkingsgave werd hij al snel een succesvol freelance-fotograaf bij dagblad De Typhoon, en hij zou dit tot 1987 blijven. Ook na zijn "pensioen" trok hij met zijn camera nog wekelijks op zijn fiets of te voet door de Zaanstreek. Zijn laatste bekende fotoserie dateert van 1994, toen hij de tachtigjarige leeftijd had bereikt.
Naast fotograaf was Krijt beheerder van cultureel centrum Het Weefhuis in Zaandijk en medewerker van kunstuitleen De Zienagoog. Hij verwierf grote populariteit door zijn persoonlijke benadering van de Zaanse bevolking en kunstenaars.
Krijt liet een omvangrijk oeuvre na, dat voor een groot deel in beheer is bij het Gemeentearchief Zaanstad. Het geeft een compleet beeld van het dagelijkse leven in de veranderende Zaanstreek in de periode van 1945 tot 1987.
Wim Krijt was de broer van de schrijver, vertaler en regisseur Hans Krijt, die zich in Praag vestigde, daar huwde en tot zijn overlijden bleef.

## Tentoonstellingen
- 1966 - Het Weefhuis, Zaandijk
- 1979 - De Zienagoog, Zaandam
- 2000 - Molenmuseum, Koog aan de Zaan